# Who's That Girl (bande originale)
Pour les articles homonymes, voir Who's That Girl.
Albums de Madonna
True Blue
(1986) You Can Dance
(1987)
Singles
1. Who's That Girl
Sortie : 30 juin 1987
2. Causing a Commotion
Sortie : 25 août 1987
3. The Look of Love
Sortie : 25 novembre 1987

Who's That Girl est une bande originale de l'artiste Madonna issue du film homonyme. Elle sort le 21 juillet 1987 sous le label Sire Records. La bande originale contient quatre chansons de Madonna ainsi que d'autres pistes de Scritti Politti, Duncan Faure, Club Nouveau, Coati Mundi et Michael Davidson. Elle est créditée comme un album de Madonna car elle interprète le plus de chansons. Après le succès du film Recherche Susan désespérément sorti en 1985, Madonna veut jouer dans une autre comédie intitulée cette fois-ci Slammer. Elle incarne Nikki Finn, une femme accusée d'homicide. Cependant, avec l'échec commercial et critique de Shanghai Surprise en 1986, les dirigeants de Warner Bros. sont d'abord réticent à l'idée que Madonna tourne dans un autre film mais change d'avis après que celle-ci les a convaincu de lui laisser le feu vert et aussi parce que ceux-ci voulaient tirer profit de la réussite de Madonna dans une autre bande originale.
Madonna commence à travailler sur sa prochaine bande originale en décembre 1986 et contacte Patrick Leonard et Stephen Bray, les deux producteurs de son dernier album, True Blue. Elle leur demande une chanson au tempo rapide et une autre plus lente. Leonard compose la musique de la première chanson tandis que Madonna apporte la mélodie et les paroles. La chanteuse la nomme alors Who's That Girl et change ensuite le nom du film car elle pense que ce titre sonne beaucoup mieux que Slammer. Ensemble, Madonna et Leonard produisent la ballade The Look of Love. Deux autres chansons seront ensuite composées par Bray. La première, Causing a Commotion, est une piste de genre dance, la seconde, Can't Stop, s'inspire de la Motown des années 1960 et du groupe Martha and the Vandellas.
Lors de sa sortie, Who's That Girl reçoit beaucoup de critiques négatives. Certaines la considèrent comme une œuvre banale et inachevée, même si les chansons Who's That Girl et The Look of Love sont bien vues. La bande originale connaît un succès commercial, elle atteint le top 10 aux États-Unis, en Autriche, au Canada, en France, en Italie, en Nouvelle-Zélande, au Royaume-Uni et en Suède tout en se plaçant en tête des ventes allemandes et européennes. Actuellement, elle s'est déjà vendue à plus de six millions d'exemplaires.
Trois chansons de Madonna sortent en single. Who's That Girl devient son sixième numéro un aux États-Unis et devient la première artiste à avoir cumulé six numéros un dans les années 1980 ainsi que la première artiste féminine à avoir autant de numéros un en solo. Causing a Commotion est le second single et atteint la seconde place du Billboard Hot 100. The Look of Love sort uniquement en Europe et atteint le top 10 au Royaume-Uni. Une autre chanson, Turn It Up sort comme single promotionnel aux États-Unis et atteint la quinzième dans le classement dance. Avec Who's That Girl, Madonna embarque dans sa première tournée mondiale : Who's That Girl World Tour.

## Genèse
Le film Recherche Susan désespérément, dans lequel joue Madonna, connaît un immense succès en 1985 et elle prend plus d'intérêt à jouer dans des films. Pour son projet suivant, elle choisit une autre comédie, initialement intitulée Slammer, mais change le nom en Who's That Girl. Madonna interprète le personnage Nikki Finn, une jeune femme accusée de meurtre qui insiste pour prouver son innocence. Une fois sortie de prison, elle veut laver son nom. Avec Loudon Trott (interprété par l'acteur Griffin Dunne), elle s'embarque dans un périple pour retrouver le véritable assassin dont elle dévoilera l'identité en interrompant un mariage. Tout en parlant du personnage de Nikki, Madonna déclare :

« J'ai beaucoup de choses en commun avec Nikki. Elle est courageuse, douce, drôle et mal jugée. Mais elle réussit à laver son nom à la fin et c'est toujours bien de le faire. C'est ce que je fais en permanence avec le public. J'aime son côté à la fois doux et dur. La ténacité est seulement un masque pour cacher la vulnérabilité qu'elle ressent à l'intérieur. »

Cependant, à cause de la mauvaise publicité autour de Madonna et de son mari Sean Penn ainsi que l'échec commercial du film Shanghai Surprise, elle doit se battre pour convaincre Warner Bros. de lui laisser le feu vert pour réaliser son projet. Elle veut aussi que ce soit son ami James Foley qui réalise le film, car elle pense qu'il est un « génie ». Foley a déjà réalisé les clips de Live to Tell, Papa Don't Preach et True Blue. Warner Bros. recherchent une autre façon pour que Madonna ait du succès avec d'autres bandes originales et estiment que seul son nom pourrait garantir aux succès du film et de la bande originale. Ils pensent qu'ils n'ont pas le choix et donne donc le feu vert au projet. Le tournage début en octobre 1986 à New York mais ce n'est qu'en janvier qu'elle commence à travailler sur la bande originale.

## Enregistrement
« Il y avait déjà quelques idées très précises qui me trottaient dans la tête, une musique indépendante qui soutient et renforce ce qui se passe sur l'écran et le seul moyen de la rendre réelle était de l'écrire moi-même... Les chansons ne parlent pas nécessairement de Nikki et ne sont pas écrites dans le but qu'une personne comme elle les interprète, mais cette musique expriment à la fois ce que le film et les personnages font. »
Madonna a quelques idées spécifiques pour la musique du film ; elle contacte Patrick Leonard et Stephen Bray, qui l'ont aidé à produire son troisième album, True Blue en 1986. Madonna leur explique qu'elle a besoin d'une chanson entraînante et d'une autre plus lente. Leonard compose la chanson entraînante puis Madonna se rend au studio et il lui remet une cassette pour enregistrer le refrain qu'il vient juste de terminer. Madonna se rend dans la salle d'enregistrement et vient compléter la mélodie et les paroles de la chanson tandis que Leonard travaille sur les autres parties. Après cela, la chanteuse décide de nommer la chanson Who's That Girl et change le nom du film car elle pense que ce titre est mieux que Slammer. Dans le livre The Billboard Book of Number 1 Hits écrit par Fred Bronson, Leonard explique que la chanson a été enregistrée en une journée et Madonna n'a chanté qu'une seule fois. Leonard et Bray ajoutent plus tard les percussions et guitares.
La chanson lente est produite le jour suivant, Madonna écrit les paroles et Leonard compose la mélodie. Intitulée The Look of Love, la chanson contient les paroles « No where to run, no place to hide. From the look of love, from the eyes of pride ». Après The Look of Love, Madonna produit deux autres chansons avec Bray. La première se nomme Causing a Commotion et s'inspire du caractère violent de Penn. Dans un article de Rolling Stone daté du 10 septembre 1987, Madonna s'exprime sur l'impact de Penn dans sa vie et sur la chanson : « Je n'aime pas la violence. Je n'ai jamais toléré frapper quiconque, et je pense que la violence ne doit survenir à aucun moment. Mais d'un autre côté, je peux comprendre la colère de Penn et croyez-moi, j'ai voulu le frapper plusieurs fois. Je ne l'ai jamais fait vous savez, parce que je sais que cela ne ferait qu'empirer les choses. [...] Je pense avoir « causé un désordre » pour me distraire. J'ai écrit cette chanson et dégagé ma frustration contre ça ». La deuxième chanson est Can't Stop, une piste inspirée de la Motown et du groupe Martha and the Vandellas. L'album est aussi composé de chansons interprétées par certains artistes de Warner Bros. comme Club Nouveau, Scritti Politti et Michael Davidson. Étant inconnus aux États-Unis, ces artistes ont besoin d'un support pour lancer leurs chansons et collaborent avec Madonna car ils pensent que c'est la meilleure chose à faire pour Warner. Deux pistes de Duncan Faure et Coati Mundi sont incluses dans l'album à la demande de Madonna, car ce sont ses amis.

## Composition
Avec le fait que trois des chansons de Madonna soient dans les premières pistes de l'album ainsi que sa photo sur la couverture, Who's That Girl devient un album de Madonna par défaut. La chanson Who's That Girl est composée dans le style typique de Madonna — mêlant la boîte à rythmes, une ligne de synthétiseurs basses et un arrangement de cordes. Les trois parties de la chanson, à savoir le pont, où Madonna chante « what can help me now », le refrain et le couplet sont intimement liés. Le refrain a un effet hypnotique. La chanson résume l'intérêt de Madonna pour la culture hispanique, intérêt qui s'affirme après la sortie de La Isla Bonita, en ajoutant des phrases en espagnol dans le refrain et sur les trompettes du second couplet, et aussi par l'ajout d'un break instrumental au milieu. Elle utilise aussi l'effet sonore apporté par la combinaison de voix multiples, qui est précédemment utilisé par les Beach Boys dans leurs singles God Only Knows et I Get Around ainsi que R.E.M. dans Fall On Me et Near Wild Heaven. Who's That Girl emploie cet effet dans le dernier refrain où trois des quatre hooks vocaux différents sont entrelacés.
La seconde piste, Causing a Commotion, est dansante, et a un groove entraînant. L'arrangement musical comporte un certain nombre de hooks s'interpolant les uns avec les autres. Elle commence par le refrain, où Madonna chante la ligne « I've got the moves baby, You've got the motions, If we got together we be causing a commotion ». Les couplets sont accompagnés de quatre notes descendantes et place des accords de staccato. Les paroles font référence à Into the Groove, le single de Madonna sorti en 1985 et sont séparées en trois parties pour l'harmonie vocale. Selon la publication de Musicnotes.com par Walt Disney Music Company, la chanson est située dans une signature rythmique commune de 4/4 avec un tempo de 192 pulsations par minute. Elle est composée dans la tonalité de Si bémol majeur et la gamme vocale de Madonna se range entre les notes Do3 et Si5. La chanson possède une séquence basique Si, Fam7, Si, Fa9 et Si6 comme progression d'accords.
The Look of Love démarre par des synthétiseurs et un playback, suivis par des sons de percussions et d'une note dans un registre aigu, contrastant avec celui des synthétiseurs. La chanson continue de cette façon jusqu'au dernier couplet, où une guitare acoustique vient soutenir la chanteuse. Deux voix sont audibles dans les paroles « No where to run, no place to hide ». Selon l'auteur Rikky Rooksby, dans The Complete Guide to the Music of Madonna, la chanteuse modifie sa voix pour faire passer davantage de sentiments dans « From the look of love ». Elle prononce le mot « look » en dessous de la tonalité de Ré mineur. Le mot est alors chanté dans un registre aigu de l'échelle musicale et donne ainsi une impression de suspension comme le timbre de l'accord en neuvième mineur qui dissocie l'harmonie entre les autres notes. La chanson se situe dans une signature rythmique commune 4/4 avec un tempo modéré de 80 pulsations par minute. Elle est composée dans une tonalité de Ré mineur, la gamme vocale de Madonna enjambant les notes Sol5 et Si3. The Look of Love a une séquence basique de Sol, Rém, Fam et Si comme progression d'accords.
L'instrumentation principale de Can't Stop se compose d'un clavier imitant le son d'une batterie et d'une clarinette. Les paroles se réfèrent au fait qu'une fille veut sortir avec un homme et qu'elle arrivera à ses fins. Rooksby remarque que le break fait répéter le refrain avec des synthétiseurs en plus. Il trouve que Can't Stop, une chanson de 4:45 minutes, est un bon exemple de la séparation de la musique dance de Madonna (d'où la durée de la chanson) et la chanson pop classique, dont la durée varie de deux à quatre minutes. Dans son livre Madonna: An Intimate Biography, J. Randy Taraborrelli décrit la chanson de Duncan Faure 24 Hours comme un morceau lent qui ne parvient pas à augmenter l'impulsion. Joe Brown du journal The Washington Post considère Turn it Up comme une chanson lente avec des synthétiseurs en fond sonore, qui devient de plus en plus rapide, tandis que Davidson chante comme les Beastie Boys.

## Accueil

### Critiques de la presse
La bande originale n'est pas très bien reçue par la critique, certains disent que Who's That Girl est le clou de l'album,,. Jim Farber d'Entertainment Weekly donne une critique négative alors que Noah Robischon du même magazine est d'avis qu'avec la chanson et le film, Madonna délivre « une synergie au-delà des limites ». Bill Lamb d'About.com dit que les chansons ne sont pas des exemples du meilleur de Madonna en musique. Taraborrelli commente : « La bande originale rappelle la popularité de Madonna et le fait qu'elle soit l'une des plus importantes chanteuses des années 1980, parce que ses chansons sont les seules à prendre de l'importance, même s'il ne s'agit pas du meilleur. Pourtant, The Look of Love est une ballade exotique ». Mary Cross, auteur de la biographie Madonna: A Biography dit que « la bande originale n'est pas très complète à cause du film ». Allen Metz et Carol Benson, auteurs du livre The Madonna Companion: Two Decades of Commentary, disent que « Who's That Girl a fait ce qu'il fallait faire : mettre de l'argent dans les poches de Warner mais rien dans le catalogue de Madonna ». Tony Power de Blender éreinte l'album et le considère comme « une bande originale fade et indécise à l'image d'une comédie à but commercial ». Stephen Thomas Erlewine note dans sa critique pour AllMusic que « dans le sens strict du terme, ce n'est pas un album de Madonna — mais une bande originale ». Il ajoute qu'elle caractérise « sans intérêt la dance-pop de plusieurs artistes ». David Denby du magazine New York fait remarquer qu'il « n'y a absolument rien de mauvais dans cette bande originale. Elle a juste le malheur d'être associée à un mauvais film, ce qui fait que l'album ne vous satisfait pas ». Il ajoute que The Look of Love est le joyau de l'album. Don Shewey de Rolling Stone commente : « Il s'agit essentiellement d'un album de Madonna, la bande originale ne peut pas se vanter d'avoir une chanson mémorable, il s'agit plutôt de la présence d'artistes sans succès de Warner comme la chanson El Coco Loco de Coati Mundi et 24 Hours de Duncan Faure. Pour la plupart des acheteurs, cet album est le nouvel album de Madonna ».
Robert Christgau donne la not C- à l'album et dit : « Vous vous attendez à plus de tours rusés de la part de Scritti Politti et Coati Mundi, mais ils sont extérieurs, et ces étrangers ne mesurent pas l'importance de la bande originale. À propos de son film, l'artiste féminine la plus connue de la décennie peut mieux faire qu'un travail bâclé. L'améliorer serait peut-être pire ». Ed Blank du magazine Pittsburgh Press commente : « On dirait que le seul but de créer une bande originale était de la montrer dans le film ». Jay Boyar d'Orlando Sentinel loue les chansons de la bande originale et dit : « Madonna apporte un chagrin chaleureux dans The Look of Love et un sentiment d'écrasement dans Causing a Commotion. Le film n'a pas rencontré beaucoup de succès, heureusement que Madonna sait chanter ». Gyan Singh de The Miami Herald dit que la « seule consolation du film est la bande originale, les chansons — particulièrement celles de Madonna — sont bonnes ». Don McLeese de Chicago Sun-Times critique l'album en même temps que Who's That Girl Tour et annonce que « les chansons de la bande originale ont un bon son ». Larry Geller du magazine The Advocate donne une critique positive et trouve que « Who's That Girl est l'album de l'été ». Stephen Holden de The New York Times donne également une critique positive et pense que « la bande originale est remplie de pop engagée. Un des plus gros singles de l'année, la chanson bilingue de Madonna possède le rebond d'un acrobate qui fait des sauts périlleux sur un trampoline. The Look of Love est une ballade qui rappelle Live to Tell, et 24 Hours, interprétée par Duncan Faure, mélange le style musical des Beatles avec les synthétiseurs des années 1980 ». Daniel Brogan de Chicago Tribune dit que « depuis que la bande originale n'est pas considérée comme un album de Madonna, il n'est étonnant qu'elle semble incomplète ».

### Succès commercial
Quelque temps après sa sortie, Who's That Girl entre dans le Billboard 200 à la 46e place le 5 août 1987. La même semaine, la chanson Who's That Girl est en tête du Billboard Hot 100,. Dans la semaine du 12 septembre, l'album arrive septième. Il reste vingt-huit semaines dans le classement et est certifié disque de platine par la Recording Industry Association of America (RIAA) pour la vente d'un million d'exemplaires aux États-Unis. Who's That Girl s'est vendu à 1,5 million d'exemplaires dans le pays. Au Canada, l'album commence à la 85e place du classement RPM le 1er août 1987. Après sept semaines, elle atteint la quatrième position. L'album reste dans le classement pendant trente semaines et arrive 37e du classement des 100 albums de l'année 1987,.
Au Royaume-Uni, l'album débute à la quatrième place du UK Albums Chart le 1er août 1987, ce qui en fait la meilleure entrée de la semaine. Elle perd une position la semaine suivante et la conserve trois semaines de suite. Who's That Girl reste présent vingt-cinq semaines dans le classement et est certifié disque de platine par la British Phonographic Industry (BPI) pour la vente de 300 000 exemplaires et s'est vendu à 320 000 exemplaires dans le pays,. L'album a moins de succès en Australie où il atteint la 24e place et est certifié disque d'or par l'Australian Recording Industry Association (ARIA) pour la vente de 35 000 exemplaires. Elle entre à la douzième position en Nouvelle-Zélande le 6 septembre 1987. Deux semaines plus tard, il est sixième. En Autriche, Who's That Girl entre à la septième place le 15 août 1987 et atteint la cinquième position. En Allemagne, l'album entre en tête du classement et garde ce rang pendant trois semaines. Cela lui vaut la certification disque d'or par l'International Federation of the Phonographic Industry (IFPI),. L'album atteint la première place du classement européen. Il atteint le top 10 en Espagne, France, Italie, Japon, Norvège, Suède et Suisse. L'album se vend à plus de six millions d'exemplaires dans le monde.

## Singles
Who's That Girl est le premier single de la bande originale, il sort le 30 juin 1987. Cette chanson pop latino devient le sixième numéro un de la chanteuse aux États-Unis. Madonna est la première artiste à avoir accumulé six numéros un dans les années 80 et la première artiste à avoir autant de succès en solo. La chanson est aussi en tête des classements britannique, canadien, néerlandais, irlandais et belge. Dans le clip, Madonna ne reflète pas Nikki Finn, son personnage, elle garde le style vestimentaire hispanique de La Isla Bonita. Cette fois-ci, elle est habillée en garçon manqué, elle porte un large chapeau de style espagnol et un bolero ; elle veut ainsi lancer une mode. Toutefois, le clip ne choisit ni de capturer sa vie réelle et ses qualités, ni de promouvoir le film pour lequel il est spécifiquement tourné. Au lieu de cela, il se concentre sur le caractère humoristique du personnage de Madonna dans le film, dépeint dans la première moitié. Finalement, le clip ne séduit pas le public qui ne connaît pas encore son travail précédent, ni ceux qui connaissent et apprécient déjà les performances érotiques et comiques de Madonna dans ses clips. Lors des Grammy Awards de 1988, Who's That Girl est nommée dans la catégorie « Meilleure chanson pour un film » et « Meilleure chanson originale » lors des Golden Globes Awards.
Le second single, Causing a Commotion, sort le 25 août 1987. Les critiques musicaux estiment qu'il n'est pas à la hauteur de Madonna, mais connaît un véritable succès et atteint le top 10 en Nouvelle-Zélande, Suisse et Royaume-Uni. Aux États-Unis, le single monte rapidement dans le classement, et atteint finalement la seconde position le 24 octobre 1987, la même semaine où Bad de Michael Jackson est première. Il conserve ce rang pendant deux semaines, avant de redescendre. Causing a Commotion est numéro un du Hot Dance Club Play. Le troisième single s'intitule The Look of Love et sort uniquement en Europe. Au Royaume-Uni, The Look of Love sort le 12 décembre 1987 et entre dans le UK Singles Chart à la quinzième position. La semaine suivante, elle atteint la neuvième place du classement, et devient son premier single à ne pas entrer dans le top 5 depuis Lucky Star. La chanson reste présente dans le hit-parade pendant sept semaines. En Allemagne, elle démarre à la 38e position du classement Media Control Charts le 24 janvier 1988 et monte à la 34e la semaine suivante. Elle reste sept semaines dans le classement. En Irlande, le single entre dans le top 10 et se loge au sixième rang. À travers le reste de l'Europe, il est neuvième en Belgique, 23e en France, huitième aux Pays-Bas et vingtième en Suisse,,,. Sur l'Eurochart Hot 100 Singles de Billboard, il arrive dix-septième. Turn It Up est un single promotionnel et sort en 1988. Joe Brown de The Washington Post trouve que la chanson est banale et que l'artiste n'est qu'un protégé de Madonna, la chanson connaît néanmoins le succès dans les discothèques et arrive quinzième dans le classement Dance Club,.

## Promotion

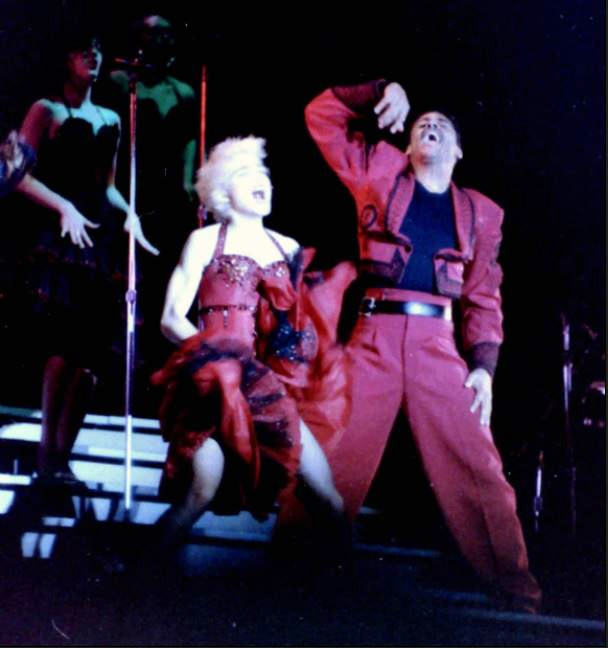
Madonna interprète Who's That Girl lors de la tournée mondiale Who's That Girl Tour.

Madonna interprète Who's That Girl, Causing a Commotion et The Look of Love en 1987 lors du Who's That Girl Tour. Il s'agit de sa seconde tournée et promeut aussi bien la bande originale que son troisième album, True Blue. Madonna embarque dans sa première tournée mondiale à travers l'Asie, l'Europe et l'Amérique du Nord. La tournée est techniquement améliorée par rapport au The Virgin Tour pour rendre le spectacle plus attrayant. La chanteuse s'entraine physiquement en faisant de l'aérobic, du jogging et de l'haltérophilie pour réussir à garder la forme avec les chorégraphies. Pour les costumes, elle collabore avec la designer Marlene Stewart. Elle veut rendre ses personnages de clips vivants et retravaille les scènes pour True Blue, Open Your Heart, Papa Don't Preach et La Isla Bonita. La scène est immense, elle contient quatre écrans géants, des projecteurs et un escalier au centre. Leonard devient le directeur de la tournée et encourage Madonna retravailler ses anciennes chansons et en faire quelque chose de nouveau. Elle nomme la tournée Who's That Girl après avoir vu sa gigantesque image sur un écran durant les répétitions.
Madonna change sept fois de costumes durant le spectacle, elle exécute des chrorégraphies et des scènes théâtrales et finit par un rappel dans lequel elle chante Who's That Girl et Holiday. La tournée aborde des causes sociales comme le sida dans Papa Don't Preach. La tournée est bien appréciée par les critiques qui la trouvent extravagante et complimentent Madonna pour ses costumes et son dynamisme,,. La tournée connaît un vrai succès et réunit 25 millions de dollars de recettes aux États-Unis et la chanteuse s'est produite devant 1,5 million de spectateurs. Selon Pollstar, il s'agit de la deuxième tournée féminine la plus importante de l'année 1987 après Break Every Rule Tour de Tina Turner,. Deux concerts de la tournée sont disponibles sur Ciao, Italia! – Live from Italy. Taraborrelli dit que « beaucoup d'artistes étaient considérées comme des divas à l'époque et le Who's That Girl? marque l'entrée de Madonna dans cette catégorie ». La tournée permet de découvrir la « nouvelle Madonna », avec une image plus intelligente d'elle-même qui a donné le terme de « Madonna wannabe ». Une statue de la chanteuse, portant un soutien-gorge conique, est érigée dans le village de Pacentro en Italie, d'où elle est originaire.

## Liste des morceaux
| No | Titre                    | Musique          | Auteur                                               | Producteur                                           | Durée |
| -- | ------------------------ | ---------------- | ---------------------------------------------------- | ---------------------------------------------------- | ----- |
| 1. | Who's That Girl          | Madonna          | Madonna, Patrick Leonard                             | Madonna, Patrick Leonard                             | 3:58  |
| 2. | Causing a Commotion      | Madonna          | Madonna, Stephen Bray                                | Madonna, Stephen Bray                                | 4:20  |
| 3. | The Look of Love         | Madonna          | Madonna, P. Leonard                                  | Madonna, Patrick Leonard                             | 4:03  |
| 4. | 24 Hours                 | Duncan Faure     | Mary Kessler, Joey Wilson                            | Stephen Bray                                         | 3:38  |
| 5. | Step by Step             | Club Nouveau     | Jay King, Denzil Foster, Thomas McElroy, David Agent | Jay King, Denzil Foster, Thomas McElroy, David Agent | 4:43  |
| 6. | Turn It Up               | Michael Davidson | Michael Davidson, Frederic Mercier                   | Stock, Aitken, Waterman                              | 3:56  |
| 7. | Best Thing Ever          | Scritti Politti  | Green Gartside, David Gamson                         | Green Gartside, David Gamson, John "Tokes" Potoker   | 3:51  |
| 8. | Can't Stop               | Madonna          | Madonna, S. Bray                                     | Madonna, Stephen Bray                                | 4:45  |
| 9. | El Coco Loco (So So Bad) | Coati Mundi      | Coati Mundi Hernandez                                | Hubert Eaves III                                     | 6:22  |

## Crédits
| - Madonna : paroles, chant, productrice, chœurs - Duncan Faure : chant - Club Nouveau : chant - Michael Davidson : chant - Scritti Politti : chant - Coati Mundi : chant - Patrick Leonard : parolier, producteur - Stephen Bray : parolier, producteur - Michael Barbiero : production, mixage audio - Steve Thompson : production, mixage audio - Shep Pettibone : production, mixage audio | - Junior Vasquez : mixage, montage - Donna De Lory : chœurs - Niki Haris : chœurs - David Agent : producteur, mixage - Hubert Eaves II : producteur, guitares - Denzil Foster : parolier - David Gamson : son - Green Gartside : chant, parolier - Jay King : guitares - Stock Aitken Waterman : paroles, producteur, chœurs - Greg Ladanyi : design, pochette de l'album, ingénieur |

## Classements et certifications
| Pays                     | Meilleure position |
| ------------------------ | ------------------ |
| Allemagne                | 1                  |
| Australie                | 24                 |
| Autriche                 | 5                  |
| Canada                   | 4                  |
| Europe                   | 1                  |
| Espagne                  | 4                  |
| France                   | 2                  |
| Italie                   | 2                  |
| Japon                    | 10                 |
| Norvège                  | 2                  |
| Nouvelle-Zélande         | 6                  |
| Pays-Bas                 | 2                  |
| Royaume-Uni              | 4                  |
| Suède                    | 4                  |
| Suisse                   | 4                  |
| États-Unis Billboard 200 | 7                  |

| Pays             | Certification |
| ---------------- | ------------- |
| Allemagne        | Or            |
| Australie        | Or            |
| Brésil           | Or            |
| Espagne          | Platine       |
| France           | 2 × Platine   |
| Hong Kong        | Platine       |
| Nouvelle-Zélande | Or            |
| Pays-Bas         | Or            |
| Royaume-Uni      | Platine       |
| États-Unis       | Platine       |

### Classements des singles
| 1987                             | Who's That Girl     | 1 | 44 | 2  | 7 | 4  | 1 | 2  | 1 | 1 | 2  | - RU Argent |
| 1987                             | Causing a Commotion | 2 | 1  | 14 | 7 | 14 | 2 | —  | 4 | 4 | 9  | —           |
| 1987                             | The Look of Love    | — | —  | 34 | — | —  | — | 23 | — | 9 | 20 | —           |
| 1987                             | Turn It Up          | — | 15 | —  | — | —  | — | —  | — | — | —  | —           |
| "—" Aucune entrée/certification. |                     |   |    |    |   |    |   |    |   |   |    |             |

## Compléments